# Noël Sabord
Pour les articles homonymes, voir Bordas et Sabord (homonymie).
Noël Sabord, né Jean Léon Bordas le 11 mai 1882 à Eymouthiers (Charente), et mort le 2 novembre 1949 en son domicile dans le 6e arrondissement de Paris, est un journaliste, critique littéraire et romancier français.
Journaliste aux Nouvelles littéraires, à Paris-Midi, rédacteur en chef au Pays d'Ouest, il fut aussi un critique dont l'œuvre considérable n’a jamais été rassemblée.

## Ouvrages
- Le Buisson d'épines, 1921
- Fontbrune, 1943